# Simulium bezzii
Simulium bezzii är en tvåvingeart som beskrevs av Corti 1914. Simulium bezzii ingår i släktet Simulium och familjen knott. Inga underarter finns listade i Catalogue of Life.